# Кружок Наумана
«Кружок Наумана» (нем. Naumann-Kreis, также «Дюссельдорфский кружок» или «Кружок гауляйтеров») — заговорщицкая нацистская организация в ФРГ в начале 50-х гг. XX в., представлявшая собой группу нацистских деятелей эпохи нацистской Германии, сплотившихся вокруг бывшего статс-секретаря Имперского министерства народного просвещения и пропаганды, заместителя Йозефа Геббельса Вернера Наумана. В 1952/1953 гг. эта группа заговорщиков пыталась возглавить неонацистское движение в ФРГ и использовать структуры Свободно-демократической партии Германии для проникновения нацистов в законодательные и исполнительные органы власти ФРГ, в первую очередь, в землях Северный Рейн-Вестфалия, Нижняя Саксония и Гессен.

## История
К началу 50-х годов ХХ-го века в только что образованной Федеративной Республике Германия действовало множество различных неонацистских организаций, но организационно неонацистское движение было раздроблено. Однако именно в 1951—1952 гг. оно приобрело прочное кадровое ядро из числа бывших эсэсовцев и руководящих лиц Гитлерюгенда. Именно из их числа образовался координационный и руководящий круг.
В обстановке огромного размаха пропагандистской кампании, ориентирующей общественность ФРГ на «холодную войну» и антикоммунизм, правые идеологи тогда сочли, что настало время собрать распыленные неонацистские группы в единую крупную организацию, которая смогла бы вобрать в себя безуспешно выступающие на выборах мелкие неонацистские организации и группы.
Это стало возможным после выхода на легальное положение летом 1950 года в Дюссельдорфе бывшего статс-секретаря Имперского министерства народного просвещения и пропаганды, заместителя Йозефа Геббельса Вернера Наумана. С его возвращением нацистское подполье получило в качестве действующего лица члена самой узкой группы доверенных лиц А. Гитлера, М. Бормана и Й. Геббельса. В. Науман сразу же прослыл не только единственным исполнителем последней воли М. Бормана, но и хладнокровным нацистским «реальным политиком» и вместе с тем пропагандистом, «достойным» Геббельса. Как только он появился, к нему потянулись бывшие члены СС и Гитлерюгенда, предложившие ему взять на себя руководство ими, что в свою очередь облегчило ему включение их в формировавшийся вокруг него «Дюссельдорфский кружок». Впоследствии по причине того, что членами «кружка Наумана» стало большое число бывших нацистских гауляйтеров, его ещё стали именовать «кружком гауляйтеров».
В 1951 году авторитет «Дюссельдорфского кружка» в глазах неонацистов значительно возрос после того, как в него вступил бывший заместитель Р. Гейдриха по РСХА, бывший рейхскомиссар Дании Вернер Бест. В. Науман и В. Бест создали эффективную организационную и пропагандистскую сеть, объединившую бывших членов СС и CA и создали в организации «внутреннее кольцо». Тогда же они наладили тесный контакт с руководством «Общества взаимопомощи членов войск СС» (ХИАГ) (Hilfsgemeinschaft auf Gegenseitigkeit der Soldaten der ehemaligen Waffen-SS), которое возглавлял оберстгруппенфюрер СС Пауль Хауссер, а также с руководством других союзов бывших солдат и офицеров Вермахта.
С самого начала деятельность «кружка Наумана» была направлена на завоевание позиций в гражданских органах власти (получение депутатских мандатов, должностей обербургомистров и бургомистров городов), на образование неонацистских групп по профессиям и интересам. Программа «кружка Наумана» предусматривала проникновение в крупные партии, завоевание неонацистами руководящих позиций в земельных организациях таких партий, чтобы потом создать свою неонацистскую партию.
Осенью 1951 года руководство «кружка Наумана» завязало тесные связи с руководством СвДП, а в ходе дальнейших встреч стал вырисовываться четкий план, приобретший к середине 1952 года окончательную форму. Он предусматривал путём продолжающегося персонального и политического внедрения захват в свои руки в землях Северный Рейн-Вестфалия и Нижняя Саксония организаций СвДП, «Союза изгнанных и лишенных прав» и в значительной мере Немецкой партии, чтобы затем, сначала лучше всего с позиции СвДП, призвать к созданию «Национального объединения». Результатом должно было стать создание крупной неонацистской партии, приход её к власти в Федеративной республике и перенаправление развития ФРГ в нацистское русло.
«Кружок Наумана» стремился трансформировать СвДП в направлении национал-социализма путём целенаправленного проникновения. Это облегчалось тем, что в без того уже очень националистически ориентированную земельную организацию СвДП в Северном Рейн-Вестфалии (в Гессене и Нижней Саксонии ситуация была похожей в начале 1950-х годов) новых членов принимали с распростёртыми объятиями, чтобы расширить свою избирательную базу за счёт правого электората и, по словам председателя СвДП в Северном Рейн-Вестфалии Фридриха Мидделхофа, интегрировать бывших нацистов в парламентскую демократию.
Вернер Науманн, Вернер Бест, Франц Альфред Зикс и Ганс Фриче спроектировали для Мидделхофа т. н. «Германскую программу», право-националистический проект, который был представлен на федеральном съезде СвДП в конце ноября 1952 в Бад-Эмсе (Рейнланд-Пфальц), но который, однако, проиграл Либеральному манифесту земельных организаций Гамбурга, Бремена и Баден-Вюртемберга.
В результате деятельности «кружка Наумана» в течение 1952 года неонацистам с согласия или попустительства тогдашнего руководства СвДП по сути удалось захватить ключевые позиции в организациях СвДП в землях Северный Рейн-Вестфалия и Нижняя Саксония.
Встречи представителей дюссельдорфского и гамбургского кружков с самим Науманом в ноябре 1952 года говорили об ориентации заговорщиков на ещё более интенсивное проникновение в немецкие правые партии и переход к их слиянию в рамках «национального объединения».
Дальнейшей реализации широко задуманных планов руководства «кружка Наумана» помешали англичане. Дело в том, что британские оккупационные власти в лице британского верховного комиссара И. Киркпатрика информировали федеральных руководителей СвДП Теодора Хойса (федеральный президент), Франца Блюхера (председатель партии) и Томаса Делера (федеральный министр юстиции) о расследовании британской тайной полиции относительно деятельности бывших нацистов внутри СвДП. Британцы советовали принять меры, но федеральные политики медлили. Тогда в ночь с 14 на 15 января 1953 года они арестовали в Дюссельдорфе, Золингене и Гамбурге Наумана и шесть других руководителей кружка.
Британские оккупационные власти передали следствие и судопроизводство по делу об арестованных членах «кружка Наумана» западногерманской юстиции, но Конституционный Федеральный суд в Карлсруэ выпустил их на свободу, а затем оправдал по всем пунктам обвинения.
Тем не менее, вся эта история привела к политическому скандалу в ФРГ, в обществе говорили об «афере Наумана» и «СвДП-гауляйтерах», общественность требовала отставки Боннского правительства. В самой СвДП была создана внутрипартийная комиссия, вынесшая тяжёлые обвинения в адрес руководства земельной организации СвДП Северного Рейна-Вестфалии.

## Члены «Кружка Наумана»
Помимо самого В. Наумана к его организации принадлежали следующие деятели, занимавшие важные посты в эпоху национал-социализма:
1. Гунтер Д’Алкен (Gunter d’Alquen), журналист, главный редактор центрального органа СС — газеты «Черный корпус» («Schwarzen Korps»), штандартенфюрер СС
2. Вернер Бест (Werner Best), заместитель шефа РСХА Рейнхарда Гейдриха и руководитель I Управления РСХА, обергруппенфюрер СС, начальник Административного управления в администрации оккупированной Франции, с ноября 1942 года — рейхскомиссар Дании
3. Карл Фридрих Борнеманн (Karl Friedrich Bornemann), областной руководитель Гитлерюгенда в гау Дюссельдорф, издатель «KBI-Informationsdienstes»
4. Вольфганг Диверге[нем.] (Wolfgang Diewerge), начальник Управления радиовещания Имперского министерства народного просвещения и пропаганды (ноябрь 1941 — ноябрь 1942 года), руководитель пропаганды гау Данциг — Западная Пруссия, директор имперской радиостанции в Данциге
5. Фридрих Карл Флориан (Friedrich Karl Florian), гауляйтер Дюссельдорфа (1 августа 1930 — 8 мая 1945 года)
6. Ганс Фриче (Hans Fritzsche), начальник Управления радиовещания Имперского министерства народного просвещения и пропаганды (3 ноября 1942 — 2 мая 1945 года), руководитель Великогерманского радио
7. Лидия Готтшевски[нем.] (Lydia Gottschewski), бывшая руководительница Национал-социалистического женского союза (26 апреля 1933 — 13 сентября 1933 года)
8. Йозеф Грое (Josef Grohé), гауляйтер Кёльна-Ахена (31 мая 1931 — март 1945 года), рейхскомиссар оккупированных областей Бельгии и Северной Франции (13 июля 1944 — сентябрь 1944 года)
9. Ганс Бернгард фон Грюнберг (Hans-Bernhard von Grünberg), профессор общественно-политических наук и последний германский ректор Кёнигсбергского университета
10. Генрих Хазелмайер[нем.] (Heinrich Haselmayer), руководитель «Боевого союза за немецкую культуру» в Гамбурге, руководитель гамбургской организации Национал-социалистического студенческого союза
11. Пауль Хауссер (Paul Hausser), оберстгруппенфюрер СС и генерал-полковник войск СС, первый председатель «Общества взаимопомощи членов войск СС» (ХИАГ) (Hilfsgemeinschaft auf Gegenseitigkeit der Soldaten der ehemaligen Waffen-SS)
12. Хорст Хуисген[нем.] (Horst Huisgen), областной руководитель Гитлерюгенда в Силезии; земельный управляющий СвДП в Нижней Саксонии
13. Генрих Хунке[нем.] (Heinrich Hunke), профессор, начальник Отдела внешнеполитической пропаганды Имперского министерства народного просвещения пропаганды, разработчик нацистских планов расширения жизненного пространства в Европе, член правления Deutsche Bank, министериальдиригент Министерства финансов земли Нижняя Саксония (ФРГ)
14. Карл Кауфман (Karl Kaufmann), гауляйтер (15 апреля 1929 — 3 мая 1945 года) и имперский наместник Гамбурга (16 мая 1933 — 3 мая 1945 года)
15. Герберт Лухт[нем.] (Herbert Lucht), референт по вопросам культуры Имперского министерства народного просвещения и пропаганды, референт по вопросам культуры отдела пропаганды германского посольства во Франции, руководитель отдела пропаганды Вермахта в Париже
16. Вильгельм Майнберг (Wilhelm Meinberg), группенфюрер СС, один из руководителей Главного управления СС по вопросам расы и поселения, член Наблюдательного совета Дрезденского банка, в 1953-1960 председатель Немецкой имперской партии
17. Карл Отт[нем.] (Karl Ott), статс-секретарь и член ландтага Нижней Саксонии
18. Карл Шарпинг (Karl Scharping), чиновник Управления радио Имперского министерства народного просвещения и пропаганды
19. Густав Адольф Шеель (Gustav Adolf Scheel),  руководитель Национал-социалистического союза студентов, имперский руководитель студентов (5 ноября 1936 — 8 мая 1945 года), гауляйтер (18 ноября 1941 — 8 мая 1945 года) и имперский наместник (27 ноября 1941 — 8 мая 1945 года) Зальцбурга
20. Хайнц Зипен (Heinz Siepen), ортсгруппенляйтер НСДАП и ландрат (земельный советник), совладелец сталеплавильных комбинатов в Золингене
21. Франц Альфред Зикс (Franz Alfred Six), бригадефюрер СС, руководитель VII Управления РСХА (исследование мировоззрения) (27 сентября 1939 — 1 сентября 1942 года), руководитель Культурно-политического отдела Имперского министерства иностранных дел (1 сентября 1942 — май 1945 года)
22. Эберхард Тауберт[нем.] (Eberhard Taubert), руководитель «Антикоминтерновского реферата» («Referats Antikomintern»), судья Народной судебной палаты
23. Альберт Урмес[нем.] (Albert Urmes), руководитель пропаганды гау Мозельланд и в оккупированном Люксембурге
24. Пауль Вегенер (Paul Wegener), гауляйтер и имперский наместник гау Везер-Эмс (16 мая 1942 — 8 мая 1945 года), высший гражданский комиссар имперской обороны в ранге имперского статс-секретаря Фленсбургского правительства К. Деница (2 − 23 мая 1945 года), обергруппенфюрер СС
25. Пауль Циммерман (Paul Zimmermann), бригадефюрер СС, советник «Экономического объединения стали и чугуна»
26. Зигфрид Цогльманн[нем.] (Siegfried Zoglmann), эксперт по зарубежной прессе в Имперском руководстве молодежи НСДАП и областной руководитель Гитлерюгенда в Имперском протекторате «Богемия и Моравия», руководитель службы по связям с Имперским министерством народного просвещения и пропаганды, функционер СвДП в земле Северный Рейн-Вестфалия и депутат Бундестага от СвДП
27. Эдмунд Веезенмайер (Edmund Veesenmayer), посол и главный уполномоченный Рейха в Венгрии, бригадефюрер СС
28. Эрнст Ахенбах (Ernst Achenbach), руководитель Политического отдела германского посольства в Париже, сотрудник Культурно-политического отдела Имперского министерства иностранных дел, депутат ландтага от Свободной демократической партии (СвДП), председатель её комитета по вопросам внешней политики
29. Альберт Дерихсвайлер[нем.] (Albert Derichsweiler), имперский руководитель студентов (1 августа 1934 — 4 ноября 1936 года) и рейхсамтсляйтер НСДАП
30. Альфред Эдуард Фрауенфельд (Alfred Frauenfeld), гауляйтер Вены (1 января 1930—1933 год), генеральный комиссар Крыма — Таврии (1 сентября 1942 — май 1944 года)
31. Вернер Трумпф, начальник «бюро связи» нацистского Имперского руководства студентов, оберштурмбанфюрер CA
32. Фридрих Мидделхов[нем.] (Friedrich Middelhauve), до 1945 года — начальник «службы Запада» Отдела политической радиопропаганды Имперского министерства иностранных дел, председатель СвДП в Северном Рейне-Вестфалии (с ноября 1952 года — второй председатель СвДП)
33. Вальтер Бранд, бывший адъютант гауляйтера и имперского наместника Судетенланда и главы Судетской народной партии Конрада Генлейна
34. Вольфганг Дёринг, управляющий делами СвДП в земле Северный Рейн-Вестфалия
35. Артур Штегнер, председатель СвДП в земле Нижняя Саксония
36. Эрих Менде, член фракции СвДП в Бундестаге
37. Герберт Фрайбергер, бывший ведущий функционер Гитлерюгенда